# 柳瓦平原國家公園
柳瓦平原國家公園是非洲中部國家贊比亞的國家公園，占地約1390平方英里，位於該國西方省。 柳瓦在洛齊語為「平原」。柳瓦平原於19世紀80年代早期被指定為保護區，並於1972年被讚比亞政府接管作為國家公園。該公園草原上成千上萬的斑纹角马年度遷徙是非洲第二大。常見的大型捕食者包括獵豹、斑點鬣狗和獅子，其中最著名的是一位名叫柳瓦夫人（Lady Liuwa）的母獅，牠在2017年8月因自然原因死亡前成為國家地理紀錄片《最後的母獅》（The Last Lionness）的題材。已經記錄334種鳥，直到最近才開始有限的旅遊業。儘管在20世紀90年代至2000年代期間出現了下降和局部滅絕，但動物種群已經穩定下來。